# Krut'aïta
La krut'aïta és un mineral de la classe dels sulfurs, que pertany al grup de la pirita. Rep el nom en honor de Tomáš Josef Kruťa (14 de febrer de 1906 - 18 de gener de 1998), mineralogista i col·leccionista de minerals txec. Va ser director del laboratori de mineralogia del Museu de Moràvia, a Brno (República Txeca) i va escriure un parell de llibres sobre minerals de la zona.

## Característiques
La krut'aïta és un selenur de fórmula química CuSe₂. Cristal·litza en el sistema isomètric. La seva duresa a l'escala de Mohs és 4.
Segons la classificació de Nickel-Strunz, la krut'aïta pertany a «02.EA: Sulfurs metàl·lics, M:S = 1:2, amb Fe, Co, Ni, PGE, etc.» juntament amb els següents minerals: aurostibita, bambollaïta, cattierita, erlichmanita, fukuchilita, geversita, hauerita, insizwaïta, laurita, penroseïta, pirita, sperrylita, trogtalita, vaesita, villamaninita, dzharkenita, gaotaiïta, al·loclasita, costibita, ferroselita, frohbergita, glaucodot, kullerudita, marcassita, mattagamita, paracostibita, pararammelsbergita, oenita, anduoïta, clinosafflorita, löllingita, nisbita, omeiïta, paxita, rammelsbergita, safflorita, seinäjokita, arsenopirita, gudmundita, osarsita, ruarsita, cobaltita, gersdorffita, hol·lingworthita, irarsita, jol·liffeïta, krutovita, maslovita, michenerita, padmaïta, platarsita, testibiopal·ladita, tolovkita, ullmannita, wil·lyamita, changchengita, mayingita, hollingsworthita, kalungaïta, milotaïta, urvantsevita i reniïta.

## Formació i jaciments
Va ser descoberta a la localitat de Petrovice, a la Regió de Vysočina (República Txeca). També ha estat descrita al dipòsit de Předbořice, a la Regió de Bohèmia Central (República Txeca). A fora del país en el qual es troba la seva localitat tipus, també ha estat descrita a Bolívia, l'Argentina, el Brasil, els Estats Units, Alemanya, Jordània i la República Popular de la Xina.